# Shemsi Beqiri
Shemsi Beqiri (* 3. Mai 1986 in Vitina, SFR Jugoslawien, heute Kosovo) ist ein kosovarisch-schweizerischer Mittelgewicht-Kickboxer.

## Sportliche Karriere
Sein Vater arbeitete seit den 1970er Jahren in der Schweiz, Shemsi Beqiri kam als Fünfjähriger durch Familiennachzug nach Basel. In Basel begann er sein Training in Karate und im Taekwondo, mit 16 Jahren verlegte er sich auf Kickboxen und Muay Thai. Seine drei jüngeren Brüder Sabedin (* 1987), Hysni (* 1989) und Ilir († 2015) sind bzw. waren ebenfalls professionelle Kickboxer.
Beqiri gewann seinen ersten Titel auf regionaler Ebene im Jahr 2004 (WPKC Swiss, -63,5 kg/140 lb, Muay Thai Championship in Basel). Einen europäischen Titel errang er 2007 gegen Andrej Bruhl (WFC European Welterweight, 67 kg/147lb).
2008 gewann er seinen ersten Titel unter der World Kickboxing Association (Welterweight, -67 kg/147lb) gegen Vahidin Tufekčić in Nova Gorica.
Am 19. Dezember 2009 gewann er den WFC-Muay-Thai-Weltmeistertitel im Mittelgewicht gegen Giga Chikadze in Zürich.
2012 wurde Beqiri vom neugegründeten Kickboxing-Promoter Glory World Series (Singapur) unter Vertrag genommen, er gewann im Mittelgewicht gegen Yoshihiro Satō in «Glory 1: Stockholm». Nach diesem Sieg erschien Beqiri erstmals in internationalen Ranglisten der besten Kickboxer (auf LiverKick.com als Nummer 10 im Mittelgewicht).
Beqiri war «Glory 12: New York» als Gegner von Ky Hollenbeck geplant, sagte aber aus nicht näher bezeichneten Gründen ab. In «Glory 14: Zagreb» im März 2014 war er gegen Murthel Groenhart vorgesehen, musste aber wegen Verletzungen, die er sich bei einem Überfall auf sein Trainingszentrum zugezogen hatte, absagen.

## Kontroversen
In der Schweiz wurde Beqiri einer weiteren Öffentlichkeit durch seine Beteiligung im «Fall ‹Carlos›» bekannt. Es handelt sich dabei um einen jugendlichen Gewalttäter, der von der Jugendanwaltschaft des Kantons Zürich in einem «Sondersetting» betreut wurde, dessen Kosten für öffentliches Aufsehen sorgte. Dazu gehörte die Betreuung und das Training des Jugendlichen durch Beqiri, der mit 5300 Schweizer Franken monatlich entschädigt wurde.
In diesem Zusammenhang wurde bekannt, dass Beqiri im Februar 2013 wegen eines Vorfalls, der sich im Januar 2012 zugetragen hatte, wegen Tätlichkeit verurteilt worden ist. Nachdem seine Verurteilung publik geworden war, gab der Schweizerische Muay Thai Verband den Ausschluss Beqiris bekannt; Beqiri hielt allerdings dagegen, er sei auf Grund einer Rivalität mit seinem ehemaligen Trainer, dem portugiesischen Kickboxer Paulo Balicha, freiwillig aus dem Verband ausgetreten.
Die Rivalität zwischen Beqiri und Balicha kulminierte am 24. Februar 2014 in einem bewaffneten Überfall auf Beqiri und sein Trainingszentrum durch Balicha und mindestens 20 maskierte Mittäter. Die Angreifer hielten die Anwesenden, darunter Kinder, in Schach, damit Balicha mit Beqiri einen harten Einzelkampf austragen konnte. Der Kampf wurde auf Video aufgezeichnet. Sechs Personen wurden verletzt, auch gab es Knochenbrüche. Balicha wurde im September 2018 als Haupttäter in erster Instanz unter anderem wegen mehrfacher Freiheitsberaubung, Angriffs, einfacher Körperverletzung sowie versuchter schwerer Körperverletzung zu einer teilbedingten Strafe von zwei Jahren und neun Monaten verurteilt, davon 12 Monate unbedingt. Bei den übrigen 16 Angeklagten gab es sieben Freisprüche zum Überfall sowie bedingte Strafen in unterschiedlicher Höhe. Im Berufungsprozess reduzierte das Baselbieter Kantonsgericht im Februar 2020 die Strafen, insbesondere wurde Paulo Balicha nur noch zu einer bedingten Haftstrafe von 24 Monaten verurteilt.

## Titel
Beqiri gewann folgende internationale Titel:
- 15. Dezember 2007:   World Fighters Council European Welterweight    (-67 kg/147lb)     K-1 Championship
- 15. November 2008:   World Kickboxing Association World Welterweight (-67 kg/147lb)     Kickboxing Championship
- 13. September 2009:  Human's Fight Night III                         (-72,5 kg/160lb)
- 19. Dezember 2009:   World Fighters Council World Middleweight       (-72,5 kg/160lb)   Muay Thai Championship
- 30. Januar 2010:     Klash I                                         (-72,5 kg/160lb)   Tournament Championship
- 27. März 2010:       World Kickboxing Association World Middleweight (-72,5 kg/159,8lb) Kickboxing Championship
- 10. September 2011:  SuperPro Fight Night II                         (-70 kg/154lb)     Tournament Championship
- 22. September 2012:  SuperPro Fight Night IV                         (-70 kg/154lb)     Championship